# Douglas SBD Dauntless
Douglas SBD Dauntless je bio mornarički obrušavajući bombarder tijekom Drugog svjetskog rata. SBD je bio glavni mornarički obrušavajući bombarder u razdoblju od sredine 1940. do kraja 1943. godine, kada je zamijenjen modernijim SB2C Helldiver, iako ne u potpunosti.

## Dizajn i razvoj
SBD je razvijen na osnovu zrakoplova Northrop BT-1. U proizvodnju je ušao 1940. godine Ed Heinemann je vodio tim dizajnera koji je radio na razvoju novog zrakoplova temeljenog na motoru Wright Cyclone od 1000 KS (746 kW). Godinu dana ranije, i američka ratna mornarica i marinci su izdali nalog za razvojem novog obrušavajućeg bombardera koji je označen kao SBD-1 i SBD-2 (potonji s većim kapacitetom goriva i različitim naoružanjem). SBD-1 je dostavljen marincima krajem 1940. godine, a SBD-2 mornarici početkom 1941. godine.
Sljedeća verzija, pod oznakom SBD-3, počela se proizvoditi početkom 1941. godine. Ista je uključivala povećanu zaštitu, samo-brtvljenje spremnika goriva u slučaju oštećenja istog, te četiri strojnice. Iduća verzija SBD-4 je imala 12 voltni električni sustav (ranije verzije imale 6-voltni), a nekoliko ih je pretvorenu u SBD-4P izvidničke platforme.
Iduća (i najmasovnija) varijanta, SBD-5, je prvenstveno proizvođena u Douglasovim postrojenjima u gradu Tulsi, Oklahoma. Bio je opremljen s motorom od 1.200 KS (895 kW) i većim kapacitetom streljiva. Više od 2.400 komada je proizvedeno i nekoliko ih je bilo poslano britanskoj Kraljevskoj mornarici na procjenu i testiranja. Osim onih u američkoj službi, određeni dio Dauntlessa koji su se nalazili u službi Novozelandskog zrakoplovstva je vodio borbu protiv japanaca, dok su oni ratnog zrakoplovstva "Slobodne Francuske" sudjelovali u borbama protiv nijemaca. Nekoliko ih je isporučeno i Meksiku. Konačna verzija, SBD-6, je uključivala još dodatnih poboljšanja, ali je proizvodnja završena u ljeto 1944. godine.
Ratno zrakoplovstvo američke kopnene vojske (USAAF) je imalo svoju verziju SBD-a, poznatu kao A-24 Banshee, koja se od originala razlikovala po izostanku repne kuke za slijetanje na nosač, kao i po stražnjoj pneumatskoj gumi. Prvi primjerci su bili dodijeljeni 27. bombarderskoj grupi. Postojale su tri verzije A-24 Banshee-a (A-24, A-24A i A-24B) koje je vojska koristila u ranim fazama rata . 
USAAF je koristio 948 od ukupno 5.937 proizvedena Dauntless-a.

## Operativna uporaba
SBD je bio uključen u borbu od prvog dana rata na Pacifiku, kada su Dauntlessi koji su dostavljani na Havaje s nosača USS Enterprise (CV-6) bili uhvaćeni tijekom napada na Pearl Harbor.
Američka vojska je poslala 52 komada A-24 Banshees-a u sanducima na Filipinska ostrva u jesen 1941. godine kako bi opremili 27. bombardersku grupu, čije je osoblje stiglo odvojeno. Međutim s napadom na Pearl Harbor, ovi zrakoplovi su bili preusmjereni u Australiju, dok su se članovi 27. bombarderske grupe borili kao pješaštvo. Dok su se nalazili u Australiji, zrakoplovi su trebali biti sastavljeni i prebačeni na Filipine, no nedostatak dijelova, uključujući zavojnice, pokretače motora čak i oružje su odgodili isporuku. Mučeni mehaničkim problemima A-24 se preusmjeravaju na 91. bombardersku eskadrilu na otok Javu. 17. veljače 1942. godine samo sedam od prvotnih 52 komada su bili spremni za borbu. A-24 su imali istrošene motore, nisu imali adekvatan oklop. Prozvavši se "Blue Rock glineni golubovi", 91. borbena eskadrila je napala neprijateljsku luku i zračnu bazu na otoku Baliju te su oštetili ili potopili brojne brodove oko Jave. Nakon što su japanci oborili dva A-24 i još tri onesposobili za let, 91. eskadrila je dobila nalog za evakuaciju s Jave početkom ožujka 1942. godine, čime je završio kratak, ali hrabar pokušaj.
Banshees-i koji su ostali u Australiji su dodijeljeni 8. bombarderskoj eskadrile, 3. bombarderske grupe, za obranu Nove Gvineje. Dana 26. srpnja 1942. godine sedam A-24 su napali japanski konvoj kod Bune, ali samo jedan je preživio: Japanci su oborili pet i teško oštetili šesti zrakoplov, tako da se isti nije mogao vratiti natrag u bazu. Preostali A-24, za koje su piloti ionako smatrali da su previše tromi, s prekratkim dosegom i previše slabim naoružanjem, su povučeni. U SAD-u A-24 je postao školski zrakoplov ili vučna meta za trening protuzračne obrane. Snažniji A-24B korišten je kasnije protiv japanskih snaga na otočju Gilbert.
Prva značajnija uporaba SBD-a je bila u bitci na Koraljnom moru, kada su SBD-i i TBD Devastatori potopili japanski nosač Shōhō. SBD-i su također korišteni kao anti-torpedne zračne borbene patrole i postigli su nekoliko pobjeda protiv japanskih zrakoplova koji su pokušavali napasti nosače USS Lexington i USS Yorktown.
Njihovo relativno teško naoružanje (dvije strojnice 12.7 mm sprijeda i jedna do dvije fleksibilne stražnje strojnice kalibra 7.62 mm) je bilo vrlo učinkovito protiv lagane građe japanskih lovačkih zrakoplova. Mornarički pilot Stanley "Swede" Vejtasa, je bio napadnut od tri Mitsubishi A6M Zero lovaca i uspio je oboriti sva tri . (Njegova vještina je potvrđena i u kasnim bitkama, kada je dobio prekomandu za pilota lovačkog zrakoplova F4F Wildcat. Tako je u listopadu 1942. godine kada u jednom danu oborio sedam japanskih zrakoplova).
Međutim, SBD je najznačajniji doprinos dao u bitci kod otočja Midway, početkom lipnja 1942. godine, kada su SBD-i napali te pritom potopili ili teško oštetili četiri japanska nosača zrakoplova, od čega tri od njih u periodu od samo šest minuta (Akagi, Kaga, Sōryū), a dan kasnije i Hiryū. Također su teško oštetili i dvije japanske krstarice (uključujući Mikumu).
Na Midwayu, marinski SBD-i nisu bili toliko efikasni. Jedna eskadrila, VMSB-241, koji je djelovala s otočja Midway, nije bila dovoljno istrenirana u "Helldiving" tehnici, umjesto toga, novi piloti su koristili sporiju, ali lakšu "Glide bombing" tehniku, što je dovelo do teških gubitaka. S druge strane, eskadrile s nosača su bile mnogo učinkovitije, u kombinaciji sa svojom pratnjom koju su činili lovci F4F Wildcat. Potrebno je spomenuti i razloge uspjeha na Midwayu: Prije svega, Dauntlessi su napali japanske nosače u trenutku kada su oni bili najranjiviji-tijekom pripremanja svojih bombardera za bitku, s punim tankovima goriva i eksplozivnim sredstvima razasutim diljem palube. Druga okolnost je bio hrabar,  ali na propast osuđeni napad zrakoplova TBD Devastator na japanske nosače, koji je privukao većinu japanskih lovačkih zrakoplova, a što je Dauntlessima omogućilo gotovo neometan pristup i napad na japanske nosače.
SBD-i su sudjelovali i u bitci za Guadalcanal, s američkih nosača, kao i iz zrakoplovne baze "Henderson Field" na otoku Guadalcanal, gdje su pridonijeli teškim gubicima japanskih brodova tijekom kampanje, uključujući i nosač zrakoplova Ryūjō u blizini Salamonskih Otoka 24. kolovoza 1942. godine, te oštetivši tri druga tijekom šestomjesečne kampanje. SBD-i su potpili i jednu krstarica i devet transportnih brodova tijekom odlučujuće pomorske bitke kod Guadalcanala.
Tijekom odlučujućeg razdoblja rata na Pacifiku, snage i slabosti SBD-a su postale očita. Zanimljivo, dok su američku snagu činili obrušavajući bombarderi, japansku su činili Nakajima B5N Kate torpedni bombarderi, koji su izazvali velik dio štete u Pearl Harboru.
Iako su čak već i 1941. godine bili pomalo staromodni zrakoplovi, SBD-i su korišteni sve do 1944. godine, kada sudjeluju u svojim posljednjim značajnim akcijama tijekom bitke na Filipinskom moru. 
Međutim, pojedine marinske eskadrile su koristile Dauntless-e sve do kraja rata, iako je već davno bio zamijenjen s SB2C Helldiver u američkoj mornarici, na očito nezadovoljstvo pilota, od kojih su mnogi vjerovali da je "Spor ali ubojit" Dauntless bolji avion nego Helldiver, koji je stekao nadimak "Drugorazredni kurvin sin ". Dauntless je bio jedan od najvažnijih zrakoplova u Pacifičkom teatru tijekom Drugog svjetskog rata, potpivši više neprijateljskih brodova od bilo kojeg drugog savezničkog zrakoplova. Osim toga, Barrett Tillman, u svojoj knjizi o Dauntlessima, tvrdi da Dauntless ima pozitivan omjer u borbi protiv neprijateljskih zrakoplova, što je prava rijetkost s obzirom na to da se radi o bombarderu.
Ukupno je proizvedeno 5.936 komada SBD-a.

## Varijante
- SBD-1 - marinska verzija, razvijen u krajem 1940. godine;
- SBD-2 - mornarička verzija s većim kapacitetom goriva i različitim naoružanjem, početkom 1941. godine;
- SBD-3  - poboljšana zaštita zrakoplova,  vlastito brtvljenje spremnika goriva, te četiri strojnice;
- SBD-4 - s 12-voltnom elektronikom;
- SBD-4P - izviđačka platforma, pretvorena iz SBD-4;
- SBD-5 - najmasovnija varijanta, opremljena s motorom od 1.200 KS (895 kW) i povećanim kapacitetom streljiva;
- SBD-6 - konačna verzija s novim poboljšanjima, uključujući motor od 1.350 KS (1.007 kW);
- A- 24 Banshee - USAAF ekvivalent SBD-3 .;[3]
- A-24A Banshee - USAAF ekvivalent SBD-4;
- A-24B Banshee - USAAF ekvivalent SBD-5;

## Korisnici
- Čile
- Francuska
- Meksiko
- Maroko
- Novi Zeland
- Velika Britanija
- SAD

## Tehničke karakteristike (SBD-5)
Osnovne karakteristike
- posada: 2
- dužina: 10,08 m
- raspon krila: 12,65 m
- površina krila: 30,19 m2
- visina: 4,14 m

Letne karakteristike
- najveća brzina: 410 km/h
- dolet: 1.240 km
- brzina penjanja: 8,6 m/s
- najveća visina leta: 7.780 m
- specifično opterećenje krila: 160,4 kg/m2
- motor: 1× Wright R-1820-60 radialni motor

Naoružanje
- naoružanje: 2x12,7mm Browning M2 strojnice + 1x7,62mm fleksibilna strojnica straga,1020kg bombi

## Vanjski izvori
- Warbird Alley: SBD
- The SBD Shipborne Dive Bomber
- Aero-Web.org: SBD-5 Dauntless  Arhivirana inačica izvorne stranice od 6. prosinca 2004. (Wayback Machine)
- Boeing history of SBD Dauntless Divebomber
- Douglas SBD Dauntless onboard the USS Yorktown (CV-10) at Patriot's Point Naval & Maritime Museum near Charleston, SC  Arhivirana inačica izvorne stranice od 22. rujna 2008. (Wayback Machine)